# Чемпионат мира по биатлону среди юниоров 2011
45-й чемпионат мира по биатлону среди юниоров и 10-й среди юношей и девушек (англ. IBU youth/junior world championships biathlon 2011) прошёл в чешском Нове Место-на-Мораве с 29 января по 5 февраля 2011 года.
Соревнования прошли среди юношей и девушек (до 19 лет), а также среди юниоров и юниорок (до 21 года). Было разыграно 16 комплектов медалей, по 4 в индивидуальной гонке, спринте, преследовании, эстафете.

## Участники
Сборная России 

Тренеры: мужская юниорская команда — Александр Касперович, женская юниорская команда — Александр Селифонов
| Девушки: - Елена Баданина - Екатерина Зубова - Кристина Парпалак - Виктория Перминова - Анастасия Михайлова | Юноши: - Александр Мерзляков - Александр Логинов - Максим Цветков - Александр Чернышов | Юниорки: - Ольга Галич - Светлана Перминова - Лариса Надеева - Александра Аликина - Татьяна Казакова | Юниоры: - Александр Печёнкин - Дмитрий Дюжев - Вячеслав Акимов - Николай Якушов - Иван Крюков |

## Результаты соревнований

### Юноши и девушки (до 19 лет)
| Гонка                                                                                  | Юноши | Девушки |
| Спринт 1. 29 января 2011 Юноши: 7,5 км 2. 29 января 2011 Девушки: 6 км                 | Максим Цветков 19:53.4 (2) Ветле Шостад Кристиансен +18.0 (2) Александр Логинов +26.3 (3) 4. Александр Чернышов 5. Штеффен Бартшер 6. Александр Марченко 7. Михал Сима 8. Эрлинг Ольвик Протоколы   | Екатерина Зубова 18:09.0 (1) Анаис Шевалье +6.4 (0) Елена Баданина +31.9 (0) 4. Десислава Стоянова 5. Оксана Шиманович 6. Виктория Перминова 7. Юлия Бригинец 8. Анастасия Михайлова Протоколы           |
| Гонка преследования 1. 30 января 2011 Юноши: 10 км 2. 30 января 2011 Девушки: 7,5 км   | Максим Цветков 25:23.2 (3) Ветле Шостад Кристиансен +30.3 (4) Александр Логинов +32.7 (4) 4. Штеффен Бартшер 5. Александр Чернышов 6. Эрлинг Ольвик 7. Александр Марченко 8. Томас Хаумер Протоколы | Екатерина Зубова 26:24.1 (3) Анаис Шевалье +50.6 (2) Елена Баданина +2:08,2 (4) 4. Оксана Шиманович 5. Шардин Слуф 6. Ирина Варвинец 7. Десислава Стоянова 8. Юлия Бригинец Протоколы                    |
| Индивидуальная гонка 1. 1 февраля 2011 Юноши: 12,5 км 2. 1 февраля 2011 Девушки: 10 км | Павел Гончаров 35:54.3 (0) Штеффен Бартшер +48,2 (2) Ветле Шостад Кристиансен +1:42.7 (3) 4. Жереми Финелло 5. Максим Цветков 6. Ян Трейер 7. Вадим Иванов 8. Павел Закурдаев Протоколы             | Текла Брун-Ли 33:31.7 (2) Елена Баданина +11.2 (2) Галина Вишневская +36.6 (2) 4. Виктория Перминова 5. Ирина Варвинец 6. Колин Варсен 7. Анаис Шевалье 8. Юлия Бригинец Протоколы                       |
| Эстафета 1. 4 февраля 2011 Юноши: 3х7,5 км 2. 4 февраля 2011 Девушки: 3х6 км           | Россия 1:04:25.6 (1+10) (Логинов, Чернышов, Цветков) Италия +1:23.2 (0+6) (Плайкнер, Шеналь, Демец) Австрия +2:04.7 (0+6) (Якоб, Хаумер, Хёрль) 4. Чехия 5. Беларусь 6. Украина Протоколы           | Россия 58:26.2 (0+5) (Баданина, В. Перминова, Зубова) Украина +1:18.8 (0+9) (Бригинец, Меркушина, Варвинец) Франция +2:57.1 (0+8) (Контен, Варсен, Шевалье) 4. Эстония 5. Беларусь 6. Болгария Протоколы |

### Юниоры и юниорки (до 21 года)
| Гонка                                                                                   | Юниоры | Юниорки |
| Спринт 1. 29 января 2011 Юниорки: 7,5 км 2. 29 января 2011 Юниоры: 10 км                | Том Барт 24:24.7 (0) Йоханнес Кюн +16.2 (1) Людвиг Эрхарт +25.8 (1) 4. Ахти Тойванен 5. Серафин Вистнер 6. Эрленд Бьёнтегард 7. Симон Дестьё 8. Томас Каукенас Протоколы                                                              | Доротея Вирер 22:17.9 (0) Александра Аликина +1:01.7 (2) Ингела Андерссон +1:02.6 (0) 4. Лариса Надеева 5. Ане Скрове Носсум 6. Алексия Рунггальдир 7. Флори Виньерон 8. Моника Хойниш Протоколы         |
| Гонка преследования 1. 30 января 2011 Юниоры: 12,5 км 2. 30 января 2011 Юниорки: 10 км  | Йоханнес Кюн 33:14.3 (2) Людвиг Эрхарт +31.0 (2) Том Барт +1:00.5 (4) 4. Эрленд Бьёнтегард 5. Симон Дестьё 6. Вячеслав Акимов 7. Дмитрий Дюжев 8. Николай Якушов Протоколы                                                            | Доротея Вирер 32:54.0 (4) Александра Аликина +55.7 (5) Лаура Дальмайер +1:09.3 (0) 4. Ольга Галич 5. Тириль Экхофф 6. Бенте Ландхейм 7. Ане Скрове Носсум 8. Алексия Рунггальдир Протоколы               |
| Индивидуальная гонка 1. 2 февраля 2011 Юниоры: 15 км 2. 2 февраля 2011 Юниорки: 12,5 км | Симон Дестьё 41:36.6 (2) Бенедикт Долль +27.0 (4) Николай Якушов +32.4 (2) 4. Иван Крюков 5. Хенрик Форсберг 6. Эрленд Бьёнтегард 7. Ахти Тойванен 8. Людвиг Эрхарт Протоколы                                                         | Доротея Вирер 40:56.8 (2) Ольга Галич +25.4 (1) Флори Виньерон +1:14.7 (1) 4. Юлия Джима 5. Светлана Перминова 6. Каролин Лёйниг 7. Элиза Гаспарин 8. Тириль Экхофф Протоколы                            |
| Эстафета 1. 5 февраля 2011 Юниоры: 4х7,5 км 2. 5 февраля 2011 Юниорки: 3х6 км           | Германия 1:28:38.9 (3+12) (Бартшер, Долль, Кюн, Барт) Россия +17.6 (3+14) (Якушов, Печёнкин, Крюков, Дюжев) Норвегия +1:46.3 (2+15) (Бьёнтегард, Олвик, Лангойен Скьельвик, Кристиансен) 4. Финляндия 5. Франция 6. Австрия Протоколы | Россия 1:02:35.9 (1+8) (Аликина, С. Перминова, Галич) Италия +1:17.5 (0+7) (Рунггальдир, Гонтье, Вирер) Германия +1:56.2 (1+11) (Дальмайер, Рисле, Лёйниг) 4. Норвегия 5. Украина 6. Швейцария Протоколы |

## Таблица медалей
| Место | Страна    |   |   |   | Всего |
| ----- | --------- | - | - | - | ----- |
| 1     | Россия    | 7 | 5 | 5 | 17    |
| 2     | Германия  | 3 | 3 | 3 | 9     |
| 3     | Италия    | 3 | 2 | 0 | 5     |
| 4     | Франция   | 1 | 3 | 1 | 5     |
| 5     | Норвегия  | 1 | 2 | 2 | 5     |
| 6     | Беларусь  | 1 | 0 | 0 | 1     |
| 7     | Украина   | 0 | 1 | 0 | 1     |
| 8     | Швеция    | 0 | 0 | 1 | 1     |
| 9     | Казахстан | 0 | 0 | 1 | 1     |
| 10    | Австрия   | 0 | 0 | 1 | 1     |